# 9382 Mihonoseki
A 9382 Mihonoseki (ideiglenes jelöléssel 1993 TK11) a Naprendszer kisbolygóövében található aszteroida. Endate K. és Vatanabe Kazuró fedezte fel 1993. október 11-én.